# Agardyt
Agardyt – minerał, trójwodny zasadowy arsenian wapnia, miedzi i metali ziem rzadkich: ceru, lantanu, neodymu i itru. Udokładnioną nazwę minerału tworzy się od najliczniej występującego w nim pierwiastka ziem rzadkich, np. agardyt cerowy lub agardyt neodymowy. Tworzy on zbite wiązki igiełkowych kryształków. Są one kruche i niełupliwe. Połysk jest jedwabisty albo szklisty. Barwa waha się od oliwkowozielonej do niebieskozielonej. Po raz pierwszy znaleziony i opisany w 1970 roku w Schwarzwaldzie. Został nazwany na cześć francuskiego geologa Jules'a Agarda.

## Występowanie
Ten rzadki minerał występuje strefie utleniania złóż kruszców miedzi w np. w Bou Skour w Maroku, w Niemczech w Schwarzwaldzie i Saksonii oraz w Laurion w Grecji. Towarzyszą mu azuryt, malachit, kupryt, miedź rodzima, kwarc, fluoryt, baryt, adamit, olivenit i limonit.

## Rozpoznawanie
Agardyt w porównaniu do białawozielonego olivenitu tworzy cieńsze igiełki o barwie żółtawozielonej do niebieskozielonej.
Podobnie też może wyglądać malachit, który jednak burzy wydzielając dwutlenek węgla po skropieniu  kwasem.